# Chiesa della Beata Vergine Addolorata della Congregazione
La chiesa della Beata Vergine Addolorata della Congregazione conosciuta come la chiesa dell'Addolorata o della Congrega, è un edificio di culto di Martinengo, in provincia e diocesi di Bergamo; fa parte del vicariato di Ghisalba-Romano ed è sussidiaria della chiesa parrocchiale di Sant'Agata.

## Storia
La chiesa originariamente era dedicata a san Giorgio e gestita dalla Confraternita del Divino Amore. I documenti indicano che era stata edificata prima del 1778, anno della visita pastorale del vescovo di Bergamo Giovanni Paolo Dolfin..
Dalla relazione della visita pastorale del vescovo Pietro Luigi Speranza del 1836, risulta che la chiesa godeva di un legato fondato per un altare dedicato alla  B.V. Addolorata nella Congregazione dei Giovani. La Repubblica Cisalpina soppresse tutte le congregazioni, e la chiesa fu ornata della statua della Vergine Addolorata che si trovava nella cappella dedicata all'Addolorata della parrocchiale di Sant'Agata. Questa fu posta sull'altare maggiore.
La chiesa, grazie alla sua conformazione nonché alla buona acustica, ospita mostre temporanee e concerti di musica classica.

## Descrizione

### Esterno
La chiesa si trova in prossimità della parrocchiale. La sua facciata è tripartita da quattro lesene. La sezione centrale termina con il timpano ricurvo e ospita l'ingresso principale con il portale sagomato in pietra di Sarnico, due modiglioni reggono con timpano triangolare. Le sezioni laterali ospitano due grandi finestre con contorno in pietra con la parte centrale un timpano curvo che riprende la conformazione della facciata. 
La copertura è in coppi.

### Interno
L'interno è a tre navate, di maggiori dimensioni quella centrale rispetto alle due navate laterali. La parte centrale è sorretta da cinque arcate con colonne in pietra arenaria. Le navata sono sormontate da cupolette. L'altare della Madonna Immacolata è posto nella piccola cappella della quinta campata di destra. L'interno è illuminato da cinque apertura poste sopra il cornicione.
La zona presbiteriale è ampia come la navata centrale e comunica con le due navate laterali attraverso passaggi estremi.